# Epidendrum tenuisulcatum
Epidendrum tenuisulcatum là một loài thực vật có hoa trong họ Lan. Loài này được (Dressler) Hágsater mô tả khoa học đầu tiên năm 1993.